# Camp Rock 2: The Final Jam
Camp Rock 2: The Final Jam es una película original de Disney Channel de 2010, secuela de la película de 2008 Camp Rock. Dirigida por Paul Hoen y protagonizada por Demi Lovato y Joe Jonas. 
Se estrenó en Estados Unidos el 3 de septiembre de 2010 por Disney Channel, junto con una transmisión simultánea en vivo por Radio Disney. 
Fue rodada desde del 3 de septiembre al 20 de octubre de 2009 en Ontario, Canadá.
La película recibió críticas positivas de la audiencia, y variada por los críticos.

## Argumento
Todos los roqueros del campamento han regresado, deseosos de cantar y bailar. Nadie está más emocionado que Mitchie Torres (Demi Lovato), que anticipa más de un verano de música. Recién salido de una gira mundial, la banda de rock Connect 3 (Jonas Brothers) regresan juntos para pasar todo el verano en Camp Rock. Shane Gray (Joe Jonas) intenta pasar el verano con Mitchie, ya que está enamorado de ella, y también  con sus compañeros de banda como apoyo moral.
Al otro lado del lago brilla Camp Star, un campamento moderno y de alta tecnología, campamento financiado y recién fundado por el productor y excompañero de la banda de Brown, Axel Turner. Mientras que en Camp Rock incentiva la pasión, el talento y compromiso, en Camp Star la infraestructura y el dinero son los que mueven el campamento.
Mitchie retorna a Camp Rock y se reúne con todos sus amigos del campamento ("Brand New Day"). Shane llega al campamento en un camión de gallinas después de que su autobús se le había desprendido una rueda para luego haberse caído al lago. Mitchie y Shane deciden pasar el verano juntos.
Mientras tanto, Camp Star invita a Camp Rock a asistir a una gran fogata. En una escena extendida de la película, Axel pregunta a los de Camp Rock si hay alguien que quiera cantar antes de la interpretación musical de Camp Star, a lo que Mitchie responde que ella, Peggy, Ella y Caitlyn quieren si nadie más acepta, a lo que Axel les cede el escenario y hacen su interpretación ("Different Summers"). Al finalizar todos aplauden y las chicas vuelven a sus lugares para que después Axel presente el número musical de Camp Star.
Después de ver la interpretación musical de Camp Star ("Fire"), encabezada por Luke Williams (Matthew "Mdot" Finley), el mejor campista de Camp Star, Tess Tyler (Meaghan Jette Martin) y algunos otros campistas deciden salir de Camp Rock y unirse a Camp Star, junto con gran parte del personal de Camp Rock (después Axel se compromete a duplicar sus salarios también dice las cabañas tienen aire acondicionado). Tess se convierte rápidamente en protagonista junto con Luke, en todas las actuaciones del Camp Star. Nate se enamora de Dana Turner (Chloe Bridges), hija de Axel, aunque Axel se niega a dejarla relacionarse con él, ya que lo considera enemigo.
Dado que la mayoría del personal de Camp Rock ha dejado, Brown decide clausurar su campamento, por eso Mitchie y los campistas que han quedado solucionan el problema pasando a ser parte de los consejeros de Camp Rock ("Can't Back Down"). Mientras tanto, Mitchie, Shane y sus amigos van a ir a Camp Star para hacer frente a Tess, Luke y los campistas de Camp Star a retarlos a un duelo musical ("It's On"). Además de eso, Tess no está feliz cuando Mitchie compite con ella y los campistas de Camp Star. Al principio, la lucha de nuevos consejeros para mantenerse al día con sus nuevos horarios, Shane y Mitchie no pasan suficiente tiempo juntos ("Wouldn't Change A Thing"). 
Al discutir el futuro de Camp Rock, Mitchie y sus amigos planean un enfrentamiento musical entre los dos campamentos en Final Jam. Jasón y los Junior Rockers está viendo Tess y Luke durante su ensayo ("Walkin' in My Shoes"). Camp Star está de acuerdo en que Axel sugiere que debe desafiarse unos a otros a Campamentos en Guerra, una emisión enfrentamiento musical que se vive en la televisión. 
De regreso al campamento, Mitchie tiene un papel de liderazgo en la organización de los resultados de Camp Rock. Los campistas crecer personaje cansado y frustrado con Mitchie y su nuevo "Camp totalitario" por lo dirigido por Shane, todos los campistas planean delanzar el desempeño de enseñar a Mitchie una lección sobre la diversión en el campamento.
Camp Star gana más probable debido a la campaña de Axel anuncios sesgados que deja Mitchie devastada, ya que significa que Camp Rock tendrán que cerrar. Cuando se les muestra en el enfrentamiento y los resultados se anuncian, en cámara lenta, y muestra una caravana júnior descruzar los dedos, los campistas aspecto deprimido, Mitchie llora mientras Shane la abraza. Tess se ve feliz al principio, pero cuando ella ve cómo sus amigos están tristes, ella deja de sonreír y trata de consolar a Mitchie.
De vuelta en Camp Rock, Mitchie y Shane están guardando algunas cosas y banners, y los dos al fin se besan. El campo se reúne para la última fogata ("This Is Our Song"). Si bien todo el campo canta alrededor de la fogata, Camp Star comienza a venir en canoas. La mayoría de los campistas de Camp Star a hablar acerca de asistir a Camp Rock el próximo verano como las líneas telefónicas en la oficina están en auge (revirtiendo así la derrota de Camp Rock, en su enfrentamiento musical con Camp Star). Mitchie y Shane ya son una pareja oficial.

## Reparto
| Personaje               | Actor                     | Doblaje (Latinoamérica) |
| ----------------------- | ------------------------- | ----------------------- |
| Mitchie Torres          | Demi Lovato               | Karla Falcón            |
| Shane Gray              | Joe Jonas                 | Israel Nuncio           |
| Nate Gray               | Nick Jonas                | Ricardo Bautista        |
| Jason Gray              | Kevin Jonas               | Pablo Sosa              |
| Caitlyn Gellar          | Alyson Stoner             | Alondra Hidalgo         |
| Tess Tyler              | Meaghan Martin            | Cecilia Gómez           |
| Ella Pador              | Anna Maria Pérez de Tagle | Romina Marroquín Payró  |
| Margaret Dupree "Peggy" | Jasmine Richards          | Jessica Ángeles         |
| Connie Torres           | María Canals Barrera      | Simone Brook            |
| Barron James            | Jordan Francis            | Hedrian Sánchez         |
| Sander Lawyer           | Roshon Fegan              | Álex Orozco             |
| Dayna Turner            | Chloe Bridges             | Christine Byrd          |
| Luke Williams           | Matthew "Mdot" Finley     | Gerardo Alonso          |
| Brown Cessario          | Daniel Fathers            | Germán Fabregat         |
| Axel Turner             | Daniel Kash               | Oscar Gómez             |
| Trevor Kendall          | Frankie Jonas             | Irving Corona           |

## Promoción

### Estados Unidos
Un primer vistazo a la película fue transmitido en Disney Channel el 31 de diciembre de 2009 durante el evento de año nuevo. Se mostraron varias escenas de la película, entrevistas con algunos de los integrantes del elenco y algunas escenas de detrás de cámaras.
El canal también transmitió una serie corta especial llamada Camino a Camp Rock 2: The Final Jam, el cual muestra imágenes y vídeos de detrás de cámara, y se transmitió hasta el estreno de la película.

### Latinoamérica
La primera promoción de la película se transmitió el 18 de abril de 2010, durante el estreno de StarStruck. El 15 de mayo se estrenó el videoclip It's On, durante el especial Bonus Rock. El tráiler de la película se estrenó el 5 de junio, y el videoclip Wouldn't Change a Thing el 24 de julio.	

### España
El primer episodio de la versión española de Camino a Camp Rock 2: The Final Jam, llamada Destino a Camp Rock 2: The Final Jam, se estrenó el 15 de mayo de 2010. También ese día se estrenó el videoclip It's On, al igual que en Latinoamérica. El videoclip Can't Back Down se estrenó el 30 de mayo durante el especial Jonas Rock!, y el tráiler de la película se estrenó el 19 de junio. El videoclip Fire se estrenó el 30 de junio, y Wouldn't Change a Thing el 4 de agosto.
El 12 de septiembre de 2010 Camp Rock 2: The Final Jam se preestrenó en Disney Cinemagic vía satélite.
El estreno de la película fue el 18 de septiembre, anunciado por Chloe Bridges en su visita a España para promocionar la película.

## Recepción
La película fue estrenada en Estados Unidos ante 8 millones de espectadores, siendo la séptima película más vista en la historia del canal, aunque, por detrás de su precuela. En España, la película fue vista en su estreno por 1 millón de espectadores, siendo la transmisión más vista en la historia de Disney Channel España, por delante de Camp Rock (800.000 espectadores), y siendo también una de los programas más vistos en la TDT en España.

## Versiones
Al igual que la primera película, Camp Rock 2: The Final Jam posee varias versiones diferentes, que son transmitidas por Disney Channel ocasionalmente.
- Rockea con nosotros (título original: Rock-Along): Versión especial de la película, que incluye subtítulos karaoke en todas las canciones. En Latinoamérica se estrenó el 10 de septiembre de 2010 y en España el 19 de septiembre.
- Baila con nosotros (título original: Dance Jam): Versión especial de la película, que incluye las coreografías de algunas canciones durante las pausas comerciales. En Latinoamérica se estrenó el 1 de octubre de 2010 y en España el 11 de octubre.

## Premios y nominaciones
| Año  | Premio                            | Categoría                                                        | Nominados                  | Resultado | Ref.  |
| ---- | --------------------------------- | ---------------------------------------------------------------- | -------------------------- | --------- | ----- |
| 2011 | People's Choice Awards            | Película Familiar de TV Favorita                                 | Camp Rock 2: The Final Jam | Ganador   | [ 2 ] |
| 2011 | Premio de Sindicato de Directores | Logro directivo sobresaliente en programas para niños            | Paul Hoen                  | Ganador   |       |
| 2013 | Motion Picture Sound Editors      | Mejor edición de sonido - Musical de formato largo en televisión | Camp Rock 2: The Final Jam | Nominado  | [ 3 ] |